# Basitropis alienata
Basitropis alienata là một loài bọ cánh cứng thuộc chi Basitropis, trong họ Anthribidae. Loài này được Frieser, R mô tả khoa học lần đầu tiên năm 2004.